# Like a monkey in a zoo
Like a monkey in a zoo is een lied van de Amerikaanse muzikant Daniel Johnston. Het nummer verscheen voor het eerst op de cassette Songs of pain (1981).

## Betekenis
In Like a monkey in a zoo bezingt Johnston de rol die hem werd toebedeeld door zijn fans. Hij ervoer de lof die hij kreeg als neerbuigend en omschreef zijn gevoelens in het nummer:
Throw me a peanut
Laugh and make jokes
But I've had enough peanuts and I'm ready to croak...
You say I'm cute
You don't know how much that hurts.

## Nalatenschap
Op 10 september 2019, na het overlijden van Johnston twee dagen eerder, schreef David Peisner van The New York Times een artikel waarin hij een lijst gaf van 12 essentiële nummers van Johnston. Like a monkey in a zoo is volgens hem een donker, verbitterd en mogelijk autobiografisch verslag van het leven van een excentriek persoon: "Beneath Johnston’s jaunty piano playing and his gee-whiz voice lurks a dark, embittered and presumably autobiographical account of living as an artistically gifted but psychologically addled eccentric".

## Covers
Het nummer is door diverse artiesten gecoverd. Teenage Fanclub en Jad Fair brachten op 23 mei 2006 samen een single uit op vinyl. Op kant A staat Like a monkey in a zoo, kant B bevat Happy soul van Johnston's album Artistic vice (1991). Vic Chesnutt coverde het nummer voor het tribuutalbum The late great Daniel Johnston: Discovered covered (2004). Kathy McCarty bracht in 1994 het coveralbum Dead dog's eyeball: Songs of Daniel Johnston uit waar ook Like a monkey in a zoo op terug te vinden is.